# Moldenhawera
Moldenhawera là một chi thực vật có hoa trong họ Đậu.